# Monument voor de Onafhankelijkheid

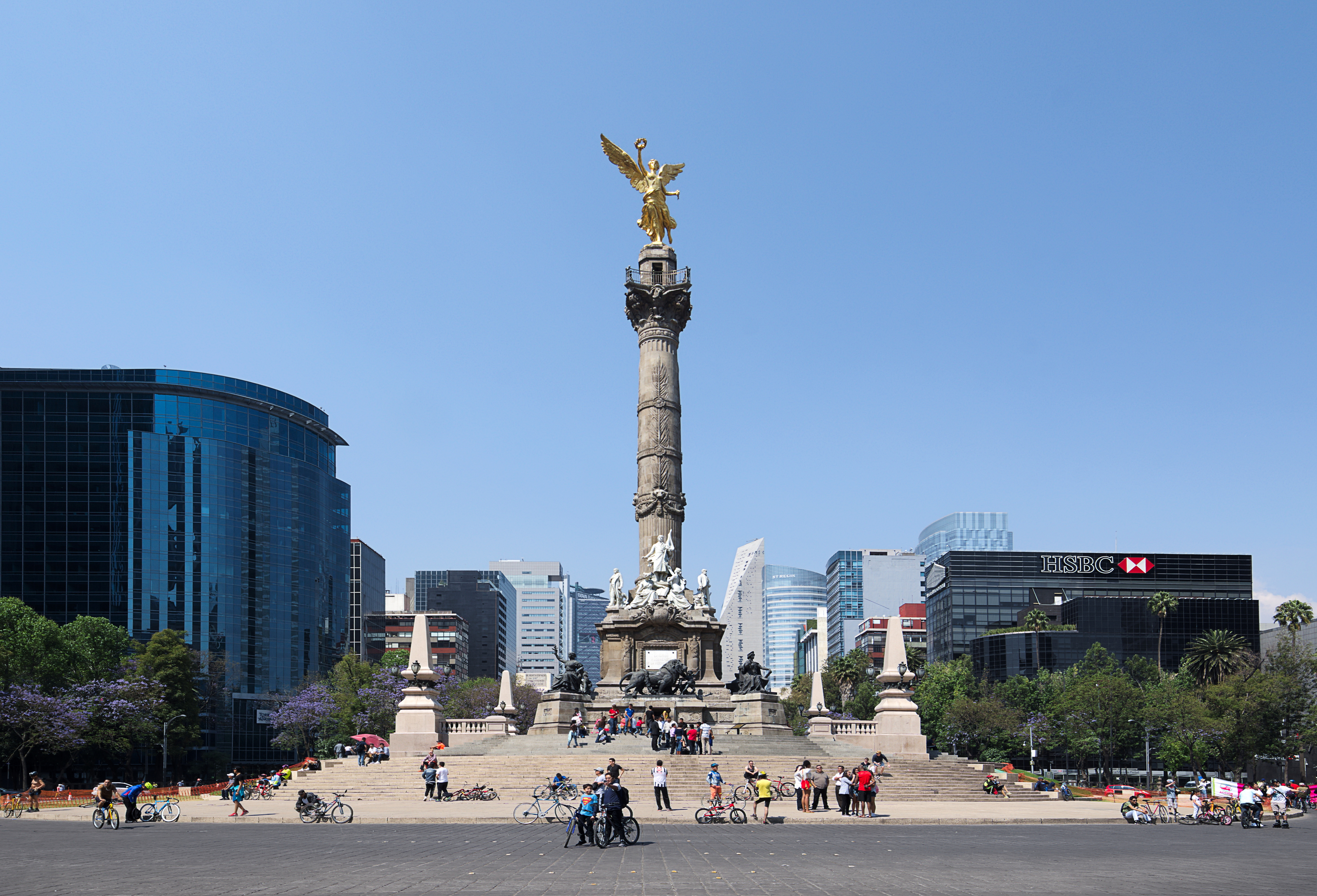
"El Angel"

Het Monument voor de Onafhankelijkheid (Spaans: Monumento a la Independencia), in de volksmond bekend als de Engel van de Onafhankelijkheid (Spaans: Ángel de la Independencia) is een monument in Mexico-Stad. Het bevindt zich op een rotonde van de Paseo de la Reforma. Het is een van de bekendste symbolen van de Mexicaanse hoofdstad.
Het monument is opgericht in 1910 in opdracht van Porfirio Díaz, op het eeuwfeest van Grito de Dolores, het begin van de Mexicaanse Onafhankelijkheidsoorlog. Het is gemodelleerd naar het Monument des Girondins in Bordeaux en soortgelijke monumenten in Europa zoals de Siegessäule in Berlijn. Het monument is een zuil waarop een gouden engel staat. Dit beeld, evenals vier beelden aan de hoeken van het monument, is gemaakt door de Italiaanse beeldhouwer Enrique Alciati. Vanwege de dalende bodem van Mexico-Stad wordt er af en toe een trede bijgeplaatst aan de basis. Oorspronkelijk waren er 9 treden, nu zijn dat er al 23.
In een mausoleum aan de basis van het monument werden in 1925 de volgende onafhankelijkheidsstrijders bijgezet:
- Juan Aldama
- Ignacio Allende
- Nicolás Bravo
- Vicente Guerrero
- Miguel Hidalgo y Costilla
- José Mariano Jiménez
- Mariano Matamoros
- Francisco Javier Mina
- José María Morelos
- Andrés Quintana Roo
- Leona Vicario
- Guadalupe Victoria

In 1929 werd aan de voet een eeuwige vlam geïnstalleerd. In 1957 viel na een aardbeving de engel van het monument, wat leidde tot grappen over de 'gevallen engel'. Een jaar later werd de engel weer teruggeplaatst. Het monument overleefde de aardbeving van 1985.
Het monument is een van de meeste geliefde ontmoetingsplekken van Mexico-Stad. Veel vieringen, bijvoorbeeld van sportoverwinningen, vinden vaak bij El Ángel plaats, evenals politieke demonstraties.